# NGC 110
NGC 110 (ook wel OCL 300) is een open sterrenhoop in het sterrenbeeld Cassiopeia.
NGC 110 werd op 29 oktober 1831 ontdekt door de Britse astronoom John Herschel.